# 小平裕
小平 裕（こひら ゆたか、1938年〈昭和13年〉10月31日 - 2021年〈令和3年〉8月12日）は、日本の映画監督。東京府東京市（現：東京都新宿区）出身。

## 経歴
東京都立新宿高等学校を経て東京大学文学部美学科を卒業後、東映に入社。東京撮影所助監督を経て、1975年『青い性』で監督デビューし、数々の作品でメガホンを執った。
2021年8月12日、誤嚥性肺炎にて東京都内の病院で死去した。82歳没。

## 映画
- 青い性（1975年）監督・脚本
- 東京ディープスロート夫人（1975年）脚本
- 必殺女拳士（1976年）監督
- 爆発! 750cc（ナナハン）族（1976年）監督
- 新・女囚さそり 701号（1976年）監督
- 新宿酔いどれ番地 人斬り鉄（1977年）監督・脚本
- 新・女囚さそり 特殊房X（エックス）（1977年）監督
- 喧嘩道（1979年）監督・脚本
- 真紅な動輪（1982年）監督・脚本
- ヘッドフォン・ララバイ（1983年）脚本
- パンツの穴 花柄畑でインプット（1985年）監督
- ぼくと、ぼくらの夏（1990年）監督
- チンピラ仁義　極楽とんぼ（1994年）監督・脚本
- チンピラ仁義　極楽とんぼ2（1995年）監督
- タブー 赫いためいき（1997年）監督
- 映画を語る 東映大泉篇・II (2003年) 出演

## 脚註
1. 1 2 3  『日本映画テレビ監督全集』キネマ旬報社、1988年、163頁。
2. ↑  梅林敏彦『シネマドランカー ―荒野を走る監督たち』北宋社、1980年、31-45頁。
3. ↑  "「青い性」「新・女囚さそり」小平裕監督が8月に誤嚥性肺炎で死去、82歳". ニッカンスポーツ・コム. 日刊スポーツ新聞社. 30 September 2021. 2021年9月30日閲覧。